# Hanomag 1,3 Liter

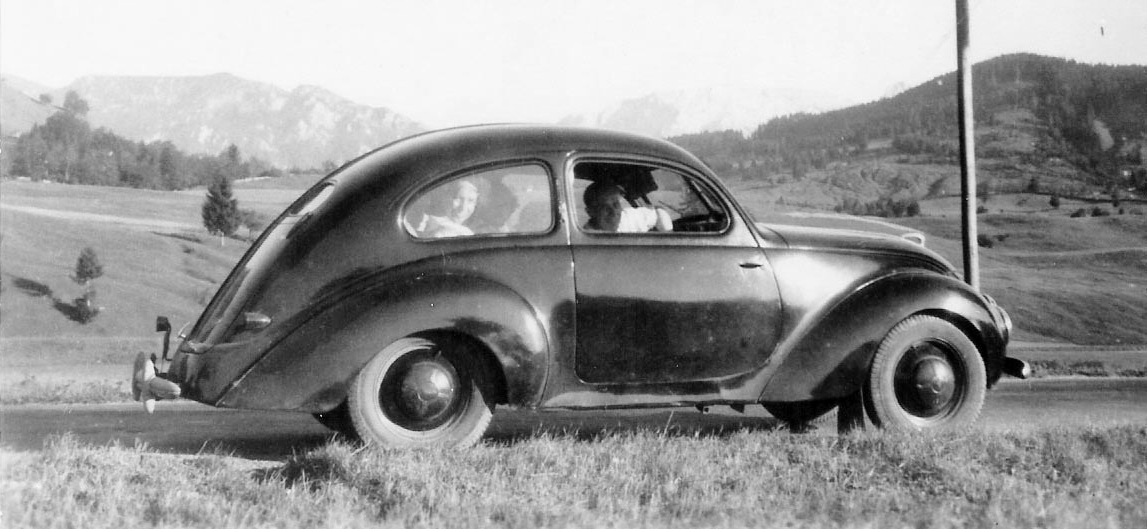
Hanomag 1,3 Liter im Sommer 1950

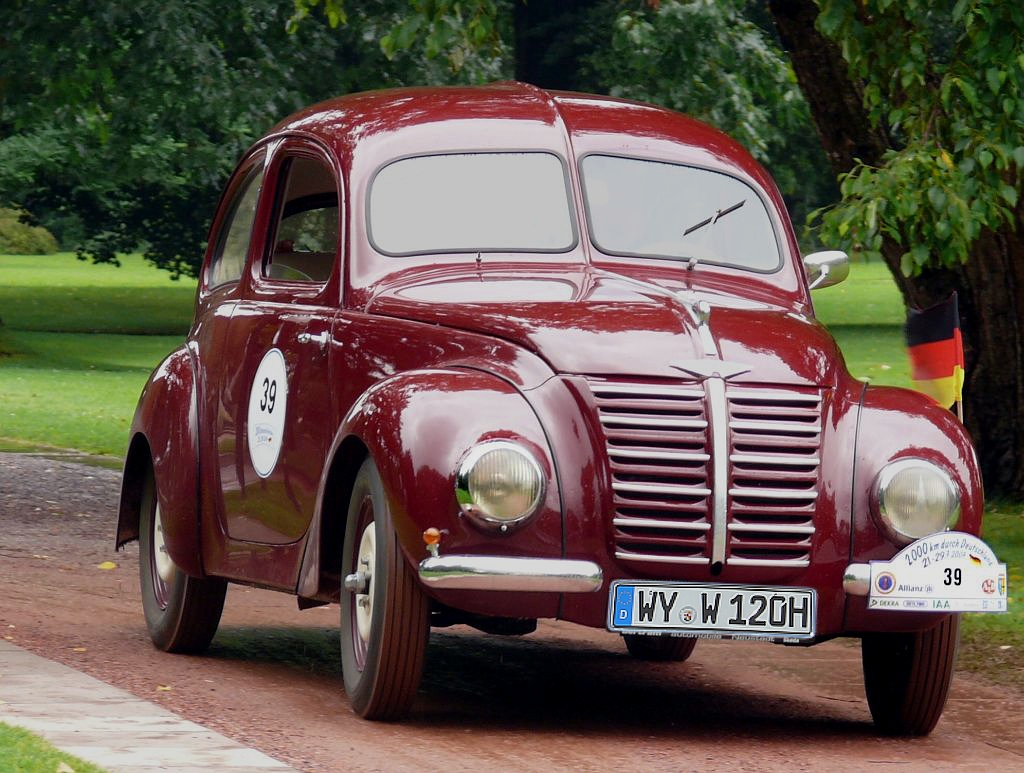
Hanomag 1,3 Liter bei der Oldtimer-Rallye 2000 km durch Deutschland 2007

Der Hanomag 1,3 Liter war ein Pkw der unteren Mittelklasse. Hanomag stellte ihn im Frühjahr 1939 als Nachfolger der Typen Garant und Kurier vor. Der Wagen wurde wegen der Sicke im Dach im Volksmund „Stahlhelm“ genannt.

## Technik
Das Modell hatte einen vorn eingebauten 4-Zylinder-OHV-Motor mit 1,3 Liter Hubraum und 32 PS Leistung. Den Anforderungen der Zeit entsprechend galt der Wagen bei einer Dauergeschwindigkeit von 100 km/h als „autobahnfest“. Über ein vollsynchronisiertes 4-Gang-Getriebe mit Schalthebel auf dem Getriebetunnel trieb der Motor die Hinterräder an. Die selbsttragende Ganzstahlkarosserie in Stromlinienform gab dem Wagen von den A-Säulen nach hinten ein dem VW Käfer ähnliches Aussehen. Der Vorderwagen war jedoch wesentlich länger als der des VW, was ihn in der Seitenansicht doch deutlich vom VW unterschied. Die starre Hinterachse hing an halbelliptischen Längsblattfedern; die Vorderräder waren einzeln an Schwingmetall-Gummidrehfederkörpern aufgehängt. Die Bremsen wurden hydraulisch betätigt. Alle wichtigen Schmierstellen wurden über eine in vorgeschriebenen Kilometerabständen mit einem Fußdruck zu betätigende Zentralschmierung bedient. Das Fahrzeug wurde ausschließlich als zweitürige Limousine mit hinten angeschlagenen Türen zum Preis von 3.175 RM geliefert. Die Türfenster waren mit Kurbeltrieb zu öffnen. Der Benzintank (das Fahrzeug konnte mit Kraftstoff der OZ 72 betrieben werden) fasste 35 Liter. Damit war eine Reichweite von über 400 km möglich.
Wichtiges Komfortmerkmal gegenüber in der gleichen Zeit gebauten Fahrzeugen der unteren Mittelklasse (z. B. Opel Olympia) war der von außen zugängliche Kofferraum mit hydraulisch offen zu haltender Klappe, in dem sich auch das Ersatzrad befand.
Bis zur kriegsbedingten Einstellung der Produktion im Jahr 1941 wurden 9187 Hanomag 1,3 Liter gebaut. Nach dem Krieg konnte die Produktion nicht wieder aufgenommen werden, da sich die Metallpressen in der Ostzone befanden. Nachfolger sollte 10 Jahre später der auf der IAA 1951 vorgestellte Hanomag Partner werden, ein „rundlich-pummeliges Coupé mit drei Sitzen nebeneinander und zwei Kinder-Klappsitzen dahinter“, das jedoch nicht in Serie ging; der Partner hatte einen 3-Zylinder-Zweitaktmotor mit 28 PS, Vorderradantrieb und Gummidrehfederkörper-Federung vorn und hinten. 
Volvo kaufte einen Hanomag 1.3, um die selbsttragende Karosserie zu untersuchen, und ließ sich bei der Gestaltung des Volvo 444 von Hanomag inspirieren.

## Technische Daten
| Typ                   | 1,3 Liter           |
| Bauzeitraum           | 1938–1941           |
| Aufbauten             | L2                  |
| Motor                 | 4 Zyl. Reihe 4-Takt |
| Ventile               | obengesteuert (ohv) |
| Bohrung × Hub         | 71 mm × 82 mm       |
| Hubraum               | 1298 cm³            |
| Leistung (PS)         | 32                  |
| Leistung (kW)         | 23,5                |
| bei Drehzahl (1/min)  | 3600                |
| Drehmoment (Nm)       |                     |
| bei Drehzahl (1/min)  |                     |
| Verdichtung           | 6 : 1               |
| Verbrauch             | 9,5 l / 100 km      |
| Getriebe              | 4-Gang              |
| Höchstgeschwindigkeit | 115 km/h            |
| Leergewicht           | 970 kg              |
| Zul. Gesamtgewicht    | 1400 kg             |
| Elektrik              | 12 Volt             |
| Länge                 | 4230 mm             |
| Breite                | 1600 mm             |
| Höhe                  | 1680 mm             |
| Radstand              | 2500 mm             |
| Spur vorne/hinten     | 1300 mm / 1300 mm   |
| Wendekreis            | 10 m                |
| Reifengröße           | 5,25-16"            |

- L2 = 2-türige Limousine